# Szczecinki śródtwarzowe
Szczecinki śródtwarzowe – rodzaj szczecinek występujący na głowie muchówek.
Szczecinki te występują u form mających silnie wydłużoną część twarzową głowy. Osadzone są na linii środkowej twarzy, gdzie układają się w pionowy rządek.